# Pumping Iron
Pumping Iron (dansk: Sagen er bøf) er en docudrama fra 1977, der handler om det at være bodybuilder og den følger blandt andet Arnold Schwarzenegger, som forsøger at vinde Mr. Olympia for syvende gang.